# Hamadoun Touré

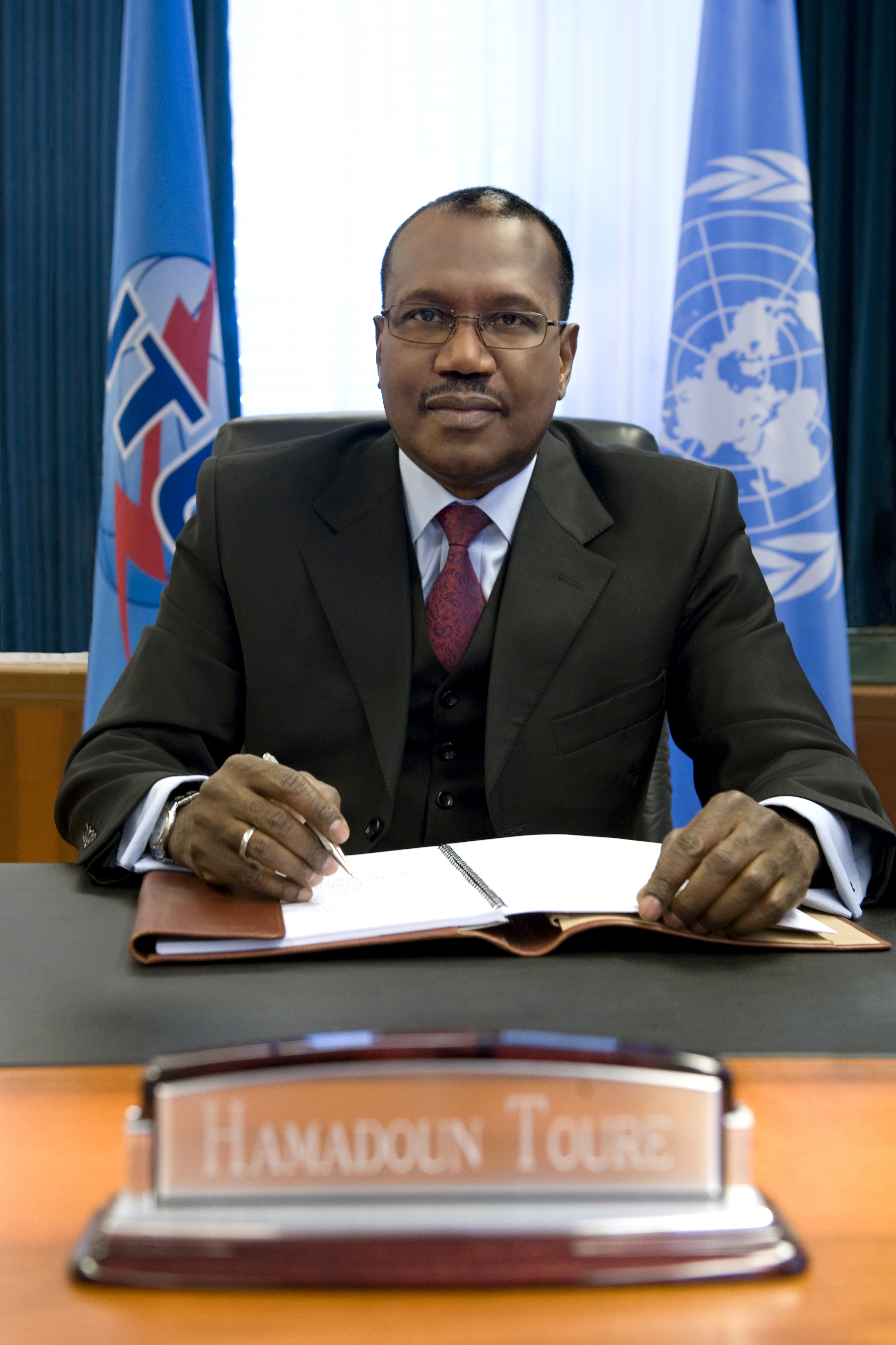
Hamadoun Touré (2010)

Hamadoun Ibrahim Touré (* 1953) ist ein malischer Politiker.

## Leben
Touré, der einen Abschluss in Journalismus der Université Cheikh Anta Diop de Dakar hält, arbeitete zwischen 1987 und 1998 für die Agentur PanaPress (Agence panafricaine de presse) und die Redaktion der senegalesischen Zeitung Le Soleil.
Ab 1998 bis 2000 bekleidete er verschiedene Positionen innerhalb der Beobachtermission der Vereinten Nationen in Angola (MONUA) sowie anschließend bei der Mission der Vereinten Nationen in der Demokratischen Republik Kongo (MONUC) von 2000 bis 2004. Touré wurde dann Sprecher und stellvertretender Direktor des Office of Public Information der UN-Operation in Côte d’Ivoire. Diesen Posten hatte er bis zu seiner Berufung als Minister für Kommunikation, Post und neue Technologien inne.
Am 25. April 2012 wurde er zum Minister und Sprecher der Regierung von Mali im Kabinett Diarra berufen. Hamadoun Touré spricht Französisch, Englisch und Portugiesisch, er versteht und spricht vier afrikanische Sprachen.
Nach seiner Festnahme durch Militärs am 10. Dezember 2012 erklärte Modibo Diarra am Morgen des 11. Dezember im staatlichen Fernsehen seinen Rücktritt und den Rücktritt seines gesamten Kabinetts.
2013 wurde Touré die Ehrenbürgerschaft von Busan verliehen. 2007 bis 2014 war er Generalsekretär der Internationalen Fernmeldeunion. Er ist lizenzierter Funkamateur und hat das Schweizer Rufzeichen HB9EHT.
Hamadoun Touré ist verheiratet und hat drei Kinder.